# Anaphes tarsalis
Anaphes tarsalis är en stekelart som beskrevs av Mathot 1969. Anaphes tarsalis ingår i släktet Anaphes och familjen dvärgsteklar.
Artens utbredningsområde är Norge. Inga underarter finns listade i Catalogue of Life.